# Provinces maritimes
 (décembre 2020).
Si vous disposez d'ouvrages ou d'articles de référence ou si vous connaissez des sites web de qualité traitant du thème abordé ici, merci de compléter l'article en donnant les références utiles à sa vérifiabilité et en les liant à la section « Notes et références ».
Ne doit pas être confondu avec Provinces de l'Atlantique ou Péninsule maritime.
Les provinces maritimes sont l'ensemble des trois provinces de la côte sud-est et atlantique du Canada. Elles sont le Nouveau-Brunswick, la Nouvelle-Écosse et l'Île-du-Prince-Édouard.
À la différence des provinces de l'Atlantique, également situées dans l'Est du Canada, les provinces maritimes n'incluent pas Terre-Neuve-et-Labrador, bien que ce soit souvent fait par erreur.

## Histoire

### Préhistoire
Après le retrait des glaciers à la fin de la glaciation du Wisconsin, il y a plus de dix mille ans, les établissements humains par les paléoaméricains commençèrent dans les Maritimes il y a environ six mille ans.
La période des trois mille ans suivants fut dominée par la montée du niveau des eaux à la suite de la fonte des glaciers, lorsque les Amérindiens archaïques laissèrent des tumulus et d'autres sites cérémoniels dans la vallée du fleuve Saint-Jean.
La période tardive qui suivit jusqu'au premier contact avec les colons européens fut dominée par l'organisation des peuples algonquiens de l'est :
- Abénaquis de l'est, dans l'actuel intérieur des États américains du Vermont, du New Hampshire et du Maine,
- les Micmacs, qui habitaient tout ce qui est actuellement la Nouvelle-Écosse, l'Île-du-Prince-Édouard, l'est du Nouveau-Brunswick et le sud de la Gaspésie,
- les Malécites, installés tout au long des vallées dans ce qui est actuellement le Nouveau-Brunswick et le Maine le long du fleuve Saint-Jean et de la rivière Allagash,
- les Passamaquoddys, habitant les régions côtières du nord-ouest de l'actuelle baie de Fundy.

### Arrivée des Européens
Les Maritimes furent la seconde zone au Canada à être temporairement colonisée par les Européens, après Terre-Neuve. Il a été prouvé que les explorateurs vikings découvrirent la région qu'ils appelaient Vinland et s'y installèrent vers l'an 1000, grâce aux fouilles de l'Anse aux Meadows (Terre-Neuve-et-Labrador). Il est possible qu'ils aient poursuivi l'exploration vers les Maritimes actuelles et le Nord-Est des États-Unis, mais aucune preuve n'a encore été trouvée.
Giovanni Caboto (Jean Cabot) et Giovanni da Verrazzano rapportèrent avoir navigué à proximité des eaux des Maritimes au cours de leurs voyages de découverte. Plusieurs explorateurs et cartographes portugais documentèrent également diverses parties des Maritimes, dont Diogo Homem. Cependant, ce fut Jacques Cartier qui fit la première reconnaissance détaillée de la région et en prit possession pour le roi de France. Il fut suivi par le seigneur Pierre Dugua, sieur de Monts, et l'explorateur Samuel de Champlain en 1604, qui établirent la deuxième colonie européenne permanente en Amérique du Nord à l'île Sainte-Croix, qui fut plus tard déplacée à Port-Royal, trois ans avant la colonisation anglaise de Jamestown (Virginie). Champlain acquit ensuite une plus grande renommée en fondant la ville de Québec et la Nouvelle-France.

### Acadie
Les succès de Champlain dans la région, par la suite appelée Acadie, conduisit à la colonisation des marais littoraux fertiles du sud-est et du nord-est de la baie de Fundy par des immigrants français, qui se sont appelés Acadiens. Ils construisirent de petites colonies tout au long de ce qui est aujourd'hui la Nouvelle-Écosse, le Nouveau-Brunswick, l'Île-Saint-Jean (Île-du-Prince-Édouard), Île-Royale (île du Cap-Breton) et d'autres zones du golfe du Saint-Laurent qui font aujourd’hui partie de Terre-Neuve-et-Labrador et du Québec. L'économie était essentiellement agraire mais il y avait des villages de pêcheurs dans le sud-ouest de la Nouvelle-Écosse, à l'Île-Royale, ainsi que le long des côtes sud et ouest de Terre-Neuve, de la Gaspésie et de l'actuelle Côte-Nord du Québec.
La France et l'Angleterre s'affrontant durant les XVIIe et XVIIIe siècles, l'Acadie fut envahie à plusieurs reprises par les colonies anglaises le long de la côte américaine plus au sud. La plus grande partie passa à la Grande-Bretagne en 1713 par les traités d'Utrecht, et le reste fut cédé en 1763 lors du traité de Paris. En 1755, lors de la Guerre de Sept Ans, les Acadiens de Nouvelle-Écosse furent déportés en grand nombre.

### Guerres américaines
Après la guerre de Sept Ans, les terres acadiennes vides furent allouées à des planteurs de la Nouvelle-Angleterre, puis à des immigrants amenés du Yorkshire. Île-Royale fut rebaptisé l'île du Cap-Breton et incorporé à la colonie de la Nouvelle-Écosse. Les deux colonies de la Nouvelle-Écosse (aujourd'hui la Nouvelle-Écosse et le Nouveau-Brunswick) et de l'île Saint-Jean (Île-du-Prince-Édouard) furent affectées par la guerre révolutionnaire américaine, surtout par l'action de corsaires contre les navires américains, mais plusieurs communautés côtières furent également la cible de raids américains. La capitale de la nouvelle colonie de l'île Saint-Jean, Charlottetown, fut saccagée en 1775. La plus grande action militaire dans les Maritimes au cours de la guerre révolutionnaire fut l'attaque de Fort Cumberland (le fort Beauséjour sous les Français) en 1776 par une force de sympathisants américains dirigés par Jonathan Eddy. Les assaillants furet finalement repoussés après l'arrivée de renforts britanniques d'Halifax.
L'impact le plus important de cette guerre fut l'arrivée d'un grand nombre de réfugiés loyalistes dans la région, en particulier à Shelburne et Saint-Jean après le traité de Paris de 1783. Les colons loyalistes dans ce qui allait devenir le Nouveau-Brunswick persuadèrent les administrateurs britanniques de diviser la colonie de la Nouvelle-Écosse pour créer la nouvelle colonie en 1784. Durant la même période, une autre partie de la colonie de la Nouvelle-Écosse, l'île du Cap-Breton, fut scindée pour devenir la colonie du Cap-Breton et la colonie de l'île Saint-Jean fut rebaptisé à l'Île-du-Prince-Édouard le 29 novembre 1798.
La guerre de 1812 eut un certain effet sur l'industrie du transport maritime dans les colonies maritimes du Nouveau-Brunswick, de Nouvelle-Écosse, de l'Île-du-Prince-Édouard et de l'île du Cap-Breton. Cependant, la présence de la Royal Navy à Halifax et d'autres ports de la région empêcha toute tentative sérieuse de raiders américains. Les corsaires des Maritimes et des États-Unis ciblèrent les navires marchands de l'adversaire, ce qui réduisit encore davantage le commerce. La section de la frontière canado-américaine du Nouveau-Brunswick ne vit aucune action significative au cours du conflit, bien que les forces britanniques occupèrent une partie de la côte du Maine à un moment donné. L'incident le plus important de cette guerre dans les Maritimes fut la capture et la détention de la frégate américaine USS Chesapeake à Halifax.

### Chemin vers la Confédération

Carte topographique des provinces maritimes.

En 1820, la colonie de l'île du Cap-Breton fut réincorporée à la colonie de la Nouvelle-Écosse pour la deuxième fois par le gouvernement britannique. La colonisation britannique des Maritimes (Nouvelle-Écosse, Nouveau-Brunswick et Île-du-Prince-Édouard) fut accélérée tout au long du XIXe siècle par l'immigration importante d'Écossais déplacés par les Highland Clearances et d'Irlandais échappant à la Grande Famine irlandaise (1845 à 1849). En conséquence, une partie importante des trois provinces sont influencés par leurs héritages celtiques puisque le gaélique écossais (et, à un degré moindre, le gaélique irlandais) est encore parlé au Cap-Breton.
Pendant la guerre de Sécession, un nombre important des habitants se portèrent volontaires dans les armées de l'Union, et une petite poignée rejoignirent l'armée confédérée. Cependant, la majorité de l'impact du conflit fut ressenti dans l'industrie du transport maritime, qui s'était énormément développée en raison des importations du Nord à grande échelle de matériel de guerre. Des tensions diplomatiques entre la Grande-Bretagne et le gouvernement américain apparurent par le soutien officieuse de la Grande-Bretagne pour le Sud.
L'immense taille de l'armée de l'Union, la plus grande de la planète vers la fin de la guerre, fut considérée avec une inquiétude croissante par les autorités des Maritimes tout au long des années 1860. Une autre préoccupation fut la menace grandissante des raids féniens sur les communautés frontalières au Nouveau-Brunswick par ceux qui cherchèrent à mettre fin à la domination britannique de l'Irlande. Cette combinaison d'événements et une baisse continue du soutien militaire et économique britannique à la région favorisèrent un appel des politiciens locaux pour une conférence sur l'Union des Maritimes au début de septembre 1864 à Charlottetown, ville choisie en partie à cause de la réticence de l'Île-du-Prince-Édouard à renoncer à sa souveraineté juridictionnelle en faveur de l'union avec le Nouveau-Brunswick et la Nouvelle-Écosse en une seule colonie.
La conférence de Charlottetown reçut une série de visites des délégués de la colonie voisine du Canada-Uni, arrivés en s'invitant et avec leur propre agenda. La conférence fut dominée à l'insistance de ces derniers par des discussions sur la création d'une union encore plus importante de l'ensemble du territoire de l'Amérique du Nord britannique en une colonie unie. La Conférence de Charlottetown prit fin avec un accord pour une nouvelle réunion le mois suivant dans la ville de Québec, où des discussions plus formelles se sont poursuivies, culminant avec des réunions à Londres et la signature des Actes de l'Amérique du Nord britannique créant le Canada.

## Population
| Langue maternelle aux provinces maritimes (source de données: Statistique Canada, recensement de 2006) : - Majorité anglophone, moins de 33 % de francophones - Majorité anglophone, plus de 33 % de francophones - Majorité francophone, moins de 33 % d'anglophones - Majorité francophone, plus de 33 % d'anglophones - Majorité allophone (autochtones) - Données non disponibles |

La société maritime est basée sur un mélange de traditions et de classes. Essentiellement rurale jusqu'à récemment, la région retrace plusieurs de ses activités culturelles à des populations pratiquant la pêche, l'agriculture, la foresterie et les mines de charbon.
Alors que les Maritimes sont majoritairement peuplées d'immigrants d'Europe de l'Ouest (écossais, irlandais, anglais et acadiens), l'immigration au Cap-Breton industriel à l'apogée de l'exploitation minière du charbon et de la fabrication de l'acier a réuni des gens de l'Europe de l'Est et de Terre-Neuve. Les Maritimes ont également une population noire, la plupart sont descendants des loyalistes noirs ou des réfugiés de la guerre de 1812, qui est largement concentrée en Nouvelle-Écosse. Les réserves de la Première nation micmac de la Nouvelle-Écosse, de l'Île-du-Prince-Édouard et de l'est du Nouveau-Brunswick dominent la culture autochtone dans la région, par rapport à la population beaucoup plus petite de la nation malécite dans l'ouest du Nouveau-Brunswick.
C'est dans ces trois provinces que vivent la plupart des Acadiens, descendants des premiers colons français, et notamment au Nouveau-Brunswick, où ils forment le tiers de la population et jouent un rôle important dans ce qui est la seule province officiellement bilingue au Canada. Les minorités acadiennes en Nouvelle-Écosse et à l'île du Prince-Édouard sont concentrés dans des secteurs restreints.
Les activités culturelles sont assez diverses dans toute la région, avec la musique, la danse, le théâtre et les formes d'art littéraires tendant à suivre le patrimoine culturel particulier de lieux spécifiques. Un fragment de la culture gaélique demeure en Nouvelle-Écosse, plus précisément sur l'île du Cap-Breton. Les Maritimes furent aussi parmi les plus fervents partisans de la prohibition (l'Île-du-Prince-Édouard jusqu'en 1948), et certaines communautés à prédominance rurale conservent le statut « sec » (interdiction de la vente au détail d'alcool) comme un vestige du mouvement de tempérance dans la région. Certaines entreprises, en particulier les brasseries comme Alexander Keith et Moosehead, jouent sur cette connexion entre le folklore avec la consommation d'alcool au cours de leurs campagnes de marketing.

## Climat
Contrairement à leur nom, les Maritimes ont un climat continental humide de sous-type chaud en été. Ainsi le climat intérieur du Nouveau-Brunswick montre de très grandes variations de température entre l'hiver et l'été. Cependant, dans les zones côtières, les écarts sont plus minces par rapport à la variabilité ailleurs au Canada, surtout le long des côtes atlantiques de la Nouvelle-Écosse, où l'eau ne gèle pas.